# Queensy Menig
Queensy Menig (Amsterdam, 19 augustus 1995) is een Nederlands voetballer die bij voorkeur als vleugelspeler of als schaduwspits speelt.

## Clubcarrière

### Ajax
Menig werd in het seizoen 2007/08 opgenomen in de jeugdopleiding van AFC Ajax. Hier tekende hij op 6 juni 2012 contract tot en met 30 juni 2015.
Op 12 juli 2014 maakte Menig zijn officieus debuut voor Ajax in de vriendschappelijke wedstrijd tegen SV Hönnepel-Niedermörmter. Menig verving in de 60e minuut Richairo Živković. Op 11 augustus 2014 maakte Menig zijn officiële debuut in het betaald voetbal voor Jong Ajax in de Jupiler League thuiswedstrijd tegen Telstar die met 3-0 werd gewonnen. Menig begon in de basis en nam twee van de drie doelpunten voor Jong Ajax op zijn rekening.
Op 23 september 2014 maakte trainer Frank de Boer bekend dat Menig behoorde tot de 18-koppige wedstrijdselectie voor de wedstrijd in de KNVB Beker tegen de amateurs van JOS Watergraafsmeer. Een dag later mocht Menig debuteren in het Olympisch Stadion tegen JOS Watergraafsmeer (9-0 winst). Menig verving na rust Davy Klaassen en scoorde in de 72e minuut zijn eerste officiële doelpunt voor Ajax. Zijn debuut in de Eredivisie maakte Menig op 6 december 2014 in de thuiswedstrijd tegen Willem II die met 5-0 werd gewonnen. Menig kwam na 76 minuten in de ploeg voor Ricardo Kishna.

### Verhuur aan PEC Zwolle
Ajax maakte op 25 juli 2015 bekend dat Menig per direct werd verhuurd aan PEC Zwolle. Op 12 augustus 2015 maakte hij zijn officiële debuut voor PEC, thuis tegen SC Cambuur (2–2). Hij speelde de hele wedstrijd. Menig maakte op 13 december 2015 zijn eerste officiële doelpunt voor PEC, in een Eredivisie-wedstrijd tegen AZ. Na 35 minuten opende hij de score. Zwolle won de wedstrijd met 2-1. Menig kwam dat seizoen tot 33 competitiewedstrijden.
Ajax en Zwolle verlengden zijn huurovereenkomst in juni 2016 tot medio 2017. Hij maakte op 5 augustus 2016 het allereerste doelpunt in de Eredivisie 2016/17, toen hij doel trof in het duel tegen N.E.C. (1-1).

### Nantes en Oldham Athletic
Na zijn verhuurperiode keerde Menig terug bij Ajax, waar hij aansloot bij Jong Ajax. Hij tekende op 4 september 2017 vervolgens een contract tot medio 2022 bij FC Nantes. Dat verhuurde hem direct voor een seizoen aan Oldham Athletic, op dat moment actief in de League One. De verhuur duurde niet langer dan een half seizoen, waarna hij in januari opnieuw werd verhuurd. Dit maal aan zijn oude club PEC Zwolle. Op 3 september liet Menig zijn contract bij FC Nantes ontbinden.

### FC Twente
Na de ontbinding van zijn contract bij FC Nantes tekende Menig op 9 september 2019 een tweejarige verbintenis bij FC Twente. Bij Twente kreeg hij onder trainer Gonzalo García aanvankelijk weinig speeltijd; pas op 15 februari stond hij voor het eerst in de basisopstelling. Een maand later werd het seizoen afgebroken vanwege de coronapandemie. In seizoen 2020/21 was Menig onder de nieuwe trainer Ron Jans vanaf het begin basisspeler. Eind november miste hij twee wedstrijden omdat hij besmet was met het coronavirus. Bij zijn terugkeer op 5 december 2020 scoorde hij beide Twentse doelpunten in een met 1-2 gewonnen uitwedstrijd tegen AFC Ajax.

## Clubstatistieken
Beloften
| Seizoen | Club        |                    | Competitie     | Competitie | Competitie |
| Seizoen | Club        | Wed.               | Competitie     | Dlp.       |            |
| ------- | ----------- | ------------------ | -------------- | ---------- | ---------- |
| 2014/15 | Jong Ajax   | Vlag van Nederland | Eerste divisie | 30         | 11         |
| 2018/19 | FC Nantes B | Vlag van Frankrijk | National 2     | 1          | 0          |
| Totaal  | Totaal      | Totaal             | Totaal         | 31         | 11         |

Senioren
| Seizoen         | Club                  | Competitie      | Competitie | Competitie | Beker | Beker | Internationaal | Internationaal | Overig | Overig | Totaal | Totaal |
| Seizoen         | Club                  | Competitie      | Wed.       | Dlp.       | Wed.  | Dlp.  | Wed.           | Dlp.           | Wed.   | Dlp.   | Wed.   | Dlp.   |
| --------------- | --------------------- | --------------- | ---------- | ---------- | ----- | ----- | -------------- | -------------- | ------ | ------ | ------ | ------ |
| 2014/15         | Ajax                  | Eredivisie      | 3          | 0          | 2     | 1     | 0              | 0              | 0      | 0      | 5      | 1      |
| 2015/16         | → PEC Zwolle          | Eredivisie      | 33         | 5          | 1     | 0     | —              | —              | 2      | 1      | 36     | 6      |
| 2016/17         | → PEC Zwolle          | Eredivisie      | 31         | 9          | 2     | 0     | —              | —              | —      | —      | 33     | 9      |
| 2017/18         | FC Nantes             | Ligue 1         | 0          | 0          | 0     | 0     | 0              | 0              | 0      | 0      | 0      | 0      |
| 2017/18         | → Oldham Athletic AFC | League One      | 14         | 1          | 2     | 0     | —              | —              | 0      | 0      | 16     | 1      |
| 2017/18         | → PEC Zwolle          | Eredivisie      | 13         | 1          | 0     | 0     | —              | —              | 0      | 0      | 13     | 1      |
| 2018/19         | FC Nantes             | Ligue 1         | 0          | 0          | 0     | 0     | 0              | 0              | 0      | 0      | 0      | 0      |
| 2019/20         | FC Twente             | Eredivisie      | 11         | 1          | 2     | 0     | —              | —              | 0      | 0      | 13     | 1      |
| 2020/21         | FC Twente             | Eredivisie      | 32         | 8          | 1     | 0     | —              | —              | 0      | 0      | 33     | 8      |
| 2021/22         | FC Twente             | Eredivisie      | 3          | 0          | 0     | 0     | —              | —              | 0      | 0      | 3      | 0      |
| 2021/22         | FK Partizan           | Superliga       | 23         | 6          | 4     | 3     | 10             | 2              | 7      | 0      | 44     | 11     |
| 2022/23         | FK Partizan           | Superliga       | 27         | 5          | 0     | 0     | 10             | 2              | 6      | 2      | 43     | 9      |
| 2023/24         | FK Partizan           | Superliga       | 15         | 2          | 2     | 0     | 4              | 0              | 0      | 0      | 21     | 2      |
| 2023/24         | Sivasspor             | Süper Lig       | 11         | 2          | 0     | 0     | —              | —              | —      | —      | 11     | 2      |
| 2024/25         | Sivasspor             | Süper Lig       | 15         | 2          | 2     | 2     | —              | —              | —      | —      | 17     | 4      |
| Carrière totaal | Carrière totaal       | Carrière totaal | 231        | 42         | 18    | 6     | 24             | 4              | 15     | 1      | 288    | 55     |

Bijgewerkt tot en met het seizoen 2024/25.

## Interlandcarrière
Nederland –17
Menig werd door bondscoach Albert Stuivenberg opgenomen in de selectie die deel nam aan het EK 2012 in Slovenië. In de eerste groepswedstrijd op 4 mei 2012 maakte Menig zijn debuut voor Nederland –17 tegen Slovenië –17. Menig verving in de 62e minuut Jeroen Lumu. Menig won met Nederland –17 het EK in Slovenië door in de finale Duitsland –17 met strafschoppen te verslaan. Menig speelde de hele wedstrijd.
| Interlands van Queensy Menig Nederland –17 | Interlands van Queensy Menig Nederland –17 | Interlands van Queensy Menig Nederland –17 | Interlands van Queensy Menig Nederland –17 | Interlands van Queensy Menig Nederland –17 | Interlands van Queensy Menig Nederland –17 |
| №                                          | Datum                                      | Wedstrijd                                  | Uitslag                                    | Soort Wedstrijd                            | Doelpunten                                 |
| Als speler bij Ajax                        | Als speler bij Ajax                        | Als speler bij Ajax                        | Als speler bij Ajax                        | Als speler bij Ajax                        | Als speler bij Ajax                        |
| ------------------------------------------ | ------------------------------------------ | ------------------------------------------ | ------------------------------------------ | ------------------------------------------ | ------------------------------------------ |
| 1.                                         | 4 mei 2012                                 | Slovenië – Nederland                       | 1 – 3                                      | EK 2012 Slovenië groepsfase                | 0                                          |
| 2.                                         | 7 mei 2012                                 | Nederland – België                         | 0 – 0                                      | EK 2012 Slovenië groepsfase                | 0                                          |
| 3.                                         | 10 mei 2012                                | Nederland – Polen                          | 0 – 0                                      | EK 2012 Slovenië groepsfase                | 0                                          |
| 4.                                         | 13 mei 2012                                | Nederland – Georgië                        | 2 – 0                                      | EK 2012 Slovenië halve finale              | 0                                          |
| 5.                                         | 16 mei 2012                                | Duitsland – Nederland                      | 1 – 1 (4 – 5 wns)                          | EK 2012 Slovenië finale                    | 0                                          |

Nederland –19
Op 10 september 2012 maakte Menig zijn debuut voor Nederland –19 in een vriendschappelijke wedstrijd tegen Schotland –19 die met 2-1 werd gewonnen. Menig begon deze wedstrijd in de basis en was na tien minuten direct trefzeker.
| Interlands van Queensy Menig Nederland –19 | Interlands van Queensy Menig Nederland –19 | Interlands van Queensy Menig Nederland –19 | Interlands van Queensy Menig Nederland –19 | Interlands van Queensy Menig Nederland –19 | Interlands van Queensy Menig Nederland –19 |
| №                                          | Datum                                      | Wedstrijd                                  | Uitslag                                    | Soort Wedstrijd                            | Doelpunten                                 |
| Als speler bij Ajax                        | Als speler bij Ajax                        | Als speler bij Ajax                        | Als speler bij Ajax                        | Als speler bij Ajax                        | Als speler bij Ajax                        |
| ------------------------------------------ | ------------------------------------------ | ------------------------------------------ | ------------------------------------------ | ------------------------------------------ | ------------------------------------------ |
| 1.                                         | 10 september 2012                          | Schotland – Nederland                      | 1 – 2                                      | Vriendschappelijk                          | 1                                          |
| 2.                                         | 11 oktober 2012                            | San Marino – Nederland                     | 0 – 4                                      | EK-kwalificatie '13                        | 1                                          |
| 3.                                         | 6 september 2013                           | Nederland – Duitsland                      | 1 – 6                                      | Vriendschappelijk                          | 0                                          |
| 4.                                         | 10 september 2013                          | Nederland – Italië                         | 1 – 1                                      | Vriendschappelijk                          | 1                                          |
| 5.                                         | 10 oktober 2013                            | Turkije – Nederland                        | 0 – 1                                      | Vriendschappelijk                          | 0                                          |
| 6.                                         | 13 oktober 2013                            | Turkije – Nederland                        | 1 – 3                                      | Vriendschappelijk                          | 1                                          |

Nederland –20
Menig werd op 29 augustus 2014 door bondscoach Remy Reynierse voor de eerste keer opgenomen in de selectie van het Nederlands Beloften voetbalelftal dat op 4 september 2014 een vriendschappelijk wedstrijd tegen Tsjechië zal spelen. Menig maakte in de wedstrijd tegen Tsjechië vervolgens zijn debuut voor Nederland –20. Menig verving na rust Elton Acolatse.
| Interlands van Queensy Menig voor Nederlands Beloften/–20 | Interlands van Queensy Menig voor Nederlands Beloften/–20 | Interlands van Queensy Menig voor Nederlands Beloften/–20 | Interlands van Queensy Menig voor Nederlands Beloften/–20 | Interlands van Queensy Menig voor Nederlands Beloften/–20 | Interlands van Queensy Menig voor Nederlands Beloften/–20 |
| №                                                         | Datum                                                     | Wedstrijd                                                 | Uitslag                                                   | Soort Wedstrijd                                           | Doelpunten                                                |
| Als speler bij Ajax                                       | Als speler bij Ajax                                       | Als speler bij Ajax                                       | Als speler bij Ajax                                       | Als speler bij Ajax                                       | Als speler bij Ajax                                       |
| --------------------------------------------------------- | --------------------------------------------------------- | --------------------------------------------------------- | --------------------------------------------------------- | --------------------------------------------------------- | --------------------------------------------------------- |
| 1.                                                        | 04-09-2014                                                | Nederland – Tsjechië                                      | 0 – 1                                                     | Vriendschappelijk                                         | 0                                                         |

Jong Oranje
Op 29 oktober 2014 maakte bondscoach Remy Reijnierse bekend dat Menig behoorde tot de 37-koppige voorselectie voor de vriendschappelijk wedstrijd tegen Jong Duitsland. Menig werd echter niet opgenomen in de definitieve selectie. In maart 2015 werd Menig wel opgenomen in de definitieve selectie voor de vriendschappelijke wedstrijd tegen Jong Frankrijk. In de wedstrijd tegen Jong Frankrijk maakte Menig zijn debuut voor Jong Oranje. Menig verving na 65 minuten Jean-Paul Boëtius. Menig scoorde na enkele minuten de 1-3. De wedstrijd werd uiteindelijk met 4-1 verloren.
| Interlands van Queensy Menig voor Jong Oranje | Interlands van Queensy Menig voor Jong Oranje | Interlands van Queensy Menig voor Jong Oranje | Interlands van Queensy Menig voor Jong Oranje | Interlands van Queensy Menig voor Jong Oranje | Interlands van Queensy Menig voor Jong Oranje |
| №                                             | Datum                                         | Wedstrijd                                     | Uitslag                                       | Soort Wedstrijd                               | Doelpunten                                    |
| Als speler bij Ajax                           | Als speler bij Ajax                           | Als speler bij Ajax                           | Als speler bij Ajax                           | Als speler bij Ajax                           | Als speler bij Ajax                           |
| --------------------------------------------- | --------------------------------------------- | --------------------------------------------- | --------------------------------------------- | --------------------------------------------- | --------------------------------------------- |
| 1.                                            | 30 maart 2015                                 | Frankrijk – Nederland                         | 4 – 1                                         | Vriendschappelijk                             | 1                                             |
| Als speler bij PEC Zwolle                     |                                               |                                               |                                               |                                               |                                               |
| 2.                                            | 11 oktober 2015                               | Nederland – Slowakije                         | 1 – 3                                         | EK-kwalificatie '17                           | 0                                             |
| 3.                                            | 12 november 2015                              | Nederland – Wit-Rusland                       | 1 – 0                                         | EK-kwalificatie '17                           | 0                                             |
| 4.                                            | 25 maart 2016                                 | Noorwegen – Nederland                         | 0 – 1                                         | Vriendschappelijk                             | 0                                             |

## Erelijst
Met  Nederlands elftal onder 17
| Europa                 |    |      |
| Europees kampioenschap | 1x | 2012 |